# Саваннакхет (город)
Саваннакхе́т, Саваннакет (лаос. ໄກສອນ ພົມວິຫານ) — город в Лаосе на реке Меконг, административный центр провинции Саваннакхет; является столицей провинции Саваннакхет. Второй по величине город Лаоса.

## История
В 2005 года город был переименован в честь президента Лаоса Кейсона Фомвихана, который родился в деревне, ныне находящейся на территории этого района. Однако во многих современных картах, как русскоязычных, так и англоязычных, город значится под прежним названием — Саваннакхет. Все указатели и названия в городе также содержат только версию Саваннакхет.

## Транспорт
«Второй мост тайско-лаосской дружбы» через Меконг, открытый в 2007 году, соединяет город с таиландской провинцией Мукдахан. Шоссе на восток связывает город с пограничным вьетнамским пунктом Лаобао (провинция Куангчи). Аэропорт близ города.